# St. Patrick’s Isle
St. Patrick's Isle (auch Holmepatrick) ist eine Gezeiteninsel (tidal island), die durch das von Wikingern errichtete Peel Castle den Zugang zum einzigen geschützten Hafen an der Westküste der Isle of Man in der Irischen See kontrollierte. Heute ist die Insel über einen Damm mit der Hauptinsel verbunden. Sie hat eine Fläche von gut fünf Hektar, bei einer Länge von 326 und einer Breite von 205 Metern. Die Insel gehört zur Stadt Peel.
Die seit prähistorischer Zeit besiedelte Insel wurde in spätnordischer Zeit zum Standort der Kathedrale der Diözese von Sodor und Man, die dem Erzbistum Nidaros (späterer Name Trondheim) in Norwegen unterstellt war. Die Diözese umfasste, wie das im 11. Jahrhundert von Godred Crovan gegründete, von 1079 bis 1266 bestehende „Königreich von Man und den Inseln“ der Wikinger außer der Isle of Man alle Hebrideninseln und einige Gebiete in Schottland. 

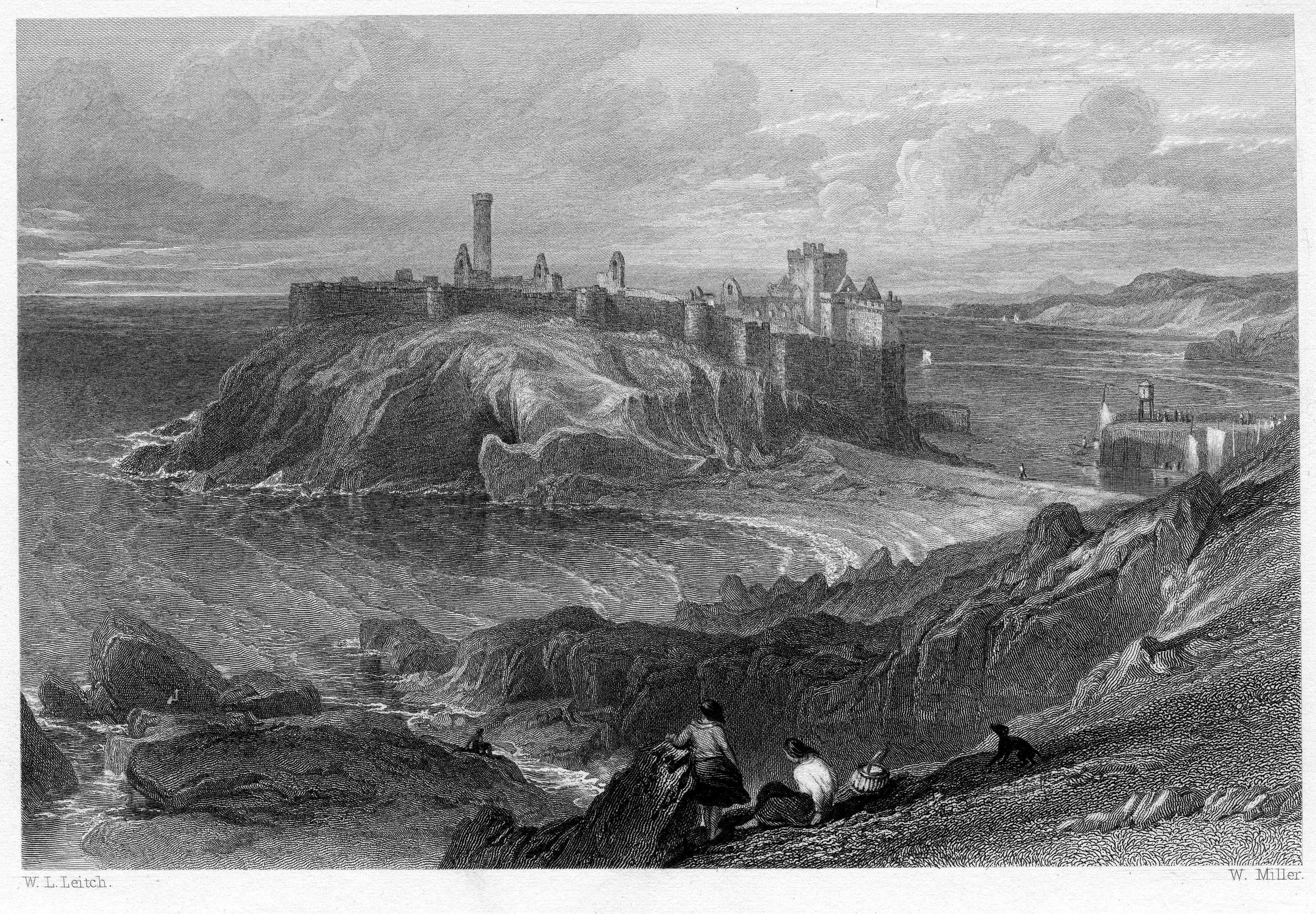
Alte Ansicht der Insel (1845)

Innerhalb der Mauern des beinahe die gesamte Insel einnehmenden Peel Castle befinden sich die Ruinen des irischen Rundturmes und einer im 10. oder 11. Jahrhundert erbauten Kirche sowie die im 12. Jahrhundert erbaute gotische Kathedrale von St. German. Der frühchristliche Friedhof an ihrer Seite blieb bis ins Mittelalter in Gebrauch. 
Archäologische Grabungen haben zahlreiche Funde aus allen Epochen erbracht, unter anderem gut ausgestattete wikingerzeitliche Gräber. Unter ihnen befand sich das einzige nordische Frauengrab, das man auf der Insel fand. Der vollständig bekleidete Leichnam der „Pagan Lady of Peel“ war in einer Steinkiste niedergelegt. Die Auswahl der Beigaben zeigt den hohen Status der Frau an. Ein Halsschmuck, aus über 60 Glas- und Bernsteinperlen, zierte den Hals der „Heidnischen Lady“. Daneben lagen ein eiserner Bratspieß, ein Gänseflügel, ein Kräutersträußchen, ein Kamm, eine Schere sowie ein Beutel mit ein Paar Nadeln. Eines der beiden Messer hatte einen mit Silber eingelegten Griff.
In Anlehnung an die hiberno-nordische Münzprägung in Dublin, über das Godred Crovan (auch King Orry genannt), der erste König der Isle of Man ebenfalls herrschte, scheinen auch die Herrscher auf der St. Patrick's Isle während einer kurzen Periode im 11. Jahrhundert silberne Pennys geprägt zu haben. Die Münze muss mit dem Sitz politischer Macht in Verbindung gestanden haben, der sich zu dieser Zeit wahrscheinlich auf St. Patrick's Isle befand. Zwölf der Pennys wurden in einem aus 464 Münzen bestehenden Schatz gefunden, der im Westen der Isle of Man geborgen wurde.